# MOS Technology VIC-II
MOS Technology VIC-II — процессор, отвечавший за графику в Commodore 64.
VIC II отображает палитру из 16 оттенков цветов на экране с разрешением 320×200 точек в двухцветном режиме или 160х200 в четырёхцветном. Программируемый знакогенератор позволял отображать также 2- или 4-цветные символы, для текстового режима также поддерживалась вертикальная и горизонтальная плавная прокрутка экрана, широко использовавшаяся в играх. Возможен режим «интерлейс». Демо и игры конца 1980-х — 1990-х годов продемонстрировали все возможности графической подсистемы, даже такие, о которых и разработчики не подозревали. Также предусмотрено создание и одновременная демонстрация восьми 4-цветных спрайтов. Используя манипуляции с вертикальной развёрткой (аналог copper в Commodore Amiga) возможно отображение более 8 спрайтов, вывод графики за пределами стандартного разрешения и даже совмещения разных разрешений на одном экране